# Nienke Hommes
Cet article possède des homonymes et des paronymes, voir Homme (homonymie).
Nienke Hommes est une rameuse néerlandaise née le 20 février 1977 à Haarlem.

## Biographie
Aux Jeux olympiques d'été de 2004 à Athènes, Nienke Hommes est médaillée de bronze en huit avec Froukje Wegman, Marlies Smulders, Hurnet Dekkers, Annemarieke Van Rumpt, Annemiek De Haan, Sarah Siegelaar, Helen Tanger et la barreuse Ester Workel.

## Palmarès

### Jeux olympiques
- Jeux olympiques d'été de 2004 à Athènes,  Grèce
  -  Médaille de bronze en huit

### Championnats du monde
- 2005 à Gifu,  Japon
  -  Médaille de bronze en huit